# Guglielmo II, conte di Jülich
Guglielmo di Jülich detto il Grande in francese: Guillaume II de Juliers (metà del XII secolo – 1207) fu conte di Jülich, dal 1176 fino alla sua morte.

## Origine
Guglielmo era figlio del conte di Jülich, Guglielmo I e della moglie di cui non si conoscono né il nome né gli ascendenti.
Guglielmo I di Jülich era figlio del conte di Jülich, Gerardo IV e della sua seconda moglie di cui non si conoscono né il nome né gli ascendenti.

## Biografia
Verso il 1170, molto probabilmente, Guglielmo affiancò il padre, Guglielmo I, nel governo della contea, in quanto negli ultimi due documenti in cui il padre compare come testimone dell'arcivescovo di Colonia, Filippo di Heinsberg, Guglielmo lo affianca:
- il documento nº 82 del Quellen zur Geschichte der Stadt Köln, Band I, datato 1172, in cui Filippo (Phylippus dei gratia coloniensis ecclesie humilis minister) garantì una proprietà ad un monastero (Comes Wilhelmus de Juliaco et Wilhelmus filius eius)[1]
- il documento nº 455 del Urkundenbuch für die Geschichte des Niederrheins, Volume 1, datato 1176, in cui Filippo (Phylippus dei gratia s. coloniensis ecclesie archiepiscopus) fece una donazione (Willelmus senior comes de Iuliaco, Willelmus filius eius)[2].

Non si conosce la data esatta della morte di Guglielmo I.
Guglielmo gli succedette come Guglielmo II, come ci viene confermato da diversi documenti:
- il documento nº 496 del Urkundenbuch für die Geschichte des Niederrheins, Volume 1, datato 1185, assieme al fratello Gerardo (Willehelmus de Iuliaco comes et frater eius Gerardus)[3]
- il documento nº 560 del Urkundenbuch für die Geschichte des Niederrheins, Volume 1, datato 1197, assieme al fratello Gerardo (Wilhelmus comes Iuliacensis, Gerardus frater eius)[4]
- il documento nº 564 del Urkundenbuch für die Geschichte des Niederrheins, Volume 1, datato 1198, assieme al fratello Gerardo (Wilhelmus et Gerardus comites Iuliacenses.)[5].

Secondo la Allgemeine Deutsche Biographie, Guglielmo, nel 1188, fu al seguito dell'Imperatore del Sacro Romano Impero, Federico Barbarossa, nella terza crociata, e, nel 1191 accompagnò il figlio del Barbarossa, Enrico VI di Svevia, a Roma, per l'incoronazione ad imperatore.
Dopo la morte di Enrico VI, Guglielmo, con l'arcivescovo di Colonia, Adolfo di Altena furono sostenitori di Ottone IV di Brunswick, che nel 1198, fu eletto ed incoronato a Colonia, re di Germania.
Col documento n° XLIII del Akademische Beiträge zur Gülch- und Bergischen Geschichte, Band III, datato 1200, Guglielmo (Wilhelmus dei gratia comes Juliacensis) fece una concessione.
Nel 1204, quando nella lotta tra Ottone IV e Filippo di Svevia, anche lui re di Germania, Filippo ebbe la meglio, Guglielmo e l'arcivescovo, Adolfo, abbandonarono Ottone divenendo sostenitori di Filippo; pare che fu Guglielmo a trattare per primo con Filippo e poi convincere Adolfo, che fu scomunicato e sostituito da papa Innocenzo III con Brunone.
Guglielmo partecipò alle lotte tra Ottone e Filippo, che, nel 1207 entrò a Colonia.
In quello stesso anno (1207), Guglielmo morì improvvisamente sulla strada che da Colonia lo riportava a Jülich.
Dato che non aveva eredi legittimi, a Guglielmo II succedette il figlio di sua sorella, Giuditta, Guglielmo di Hengenbach, con la reggenza del padre, Everardo di Hengenbach.
Cesario di Heisterbach, un abate e scrittore tedesco, priore della ex abbazia cistercense di Heisterbach, oggi Siebengebirge, contemporaneo di Guglielmo II, nei suoi scritti, lo ritrae come ricattatore e libertino, dandone un giudizio negativo.

## Matrimonio e discendenza
Guglielmo, prima del 1177, aveva sposato Alverada di Molbach, figlia di Adalberto conte di Molbach e di Adelaide di Vianden, come viene riportato nel documento n 462 del Urkundenbuch für die Geschichte des Niederrheins, Volume 1, datato 1177, ricordando la morte di Adalberto (Alberti comitis de Molbach), ricorda la donazione fatta dalla moglie, Adelaie, la figlia, Alverada ed il genero, Guglielmo (Aleidis uxor ipsius et Alueradis filia mea et Wilhelmus comes gener mea). Dopo essere rimasta vedova, nel 1207 o all'inizio del 1208, si sposò in seconde nozze con Ottone II di Wickrath; infatti nel 1208, Alverada, nel documento nº 24 del Urkundenbuch für die Geschichte des Niederrheins, Volume 2, precisa che Guglielmo è stato il suo primo marito; Alverada (nobilis matrona Alveradis nomine, comitissa de Molbach), poi, come da documento nº 57 del Urkundenbuch für die Geschichte des Niederrheins, Volume 2, datato 1216, confermò, col consenso del secondo marito (marito ipsius domino Ottone de Wikerode) la donazione della propria dote fatta dal suo primo marito, Guglielmo; Alverada morì nel 1245, come ci viene confermato dal documento nº 291 del Urkundenbuch für die Geschichte des Niederrheins, Volume 2, datato aprile 1245, che conferma una donazione del secondo marito, Ottone (Otto de Wickerode), in suffrgio dell'anima di Alverada (domina Alveradis de Molbag bone memorie uxor nostra).
Guglielmo II dalla moglie, Alverada, ebbe un figlio:
- Guglielmo († giovane)[6].

### Fonti primarie
- (LA)  Urkundenbuch für die Geschichte des Niederrheins, Volume 1.
- (LA)  Urkundenbuch für die Geschichte des Niederrheins, Volume 2.
- (LA)  Quellen zur Geschichte der Stadt Köln, Band I.
- (LA)  Akademische Beiträge zur Gülch- und Bergischen Geschichte, Band III.

### Letteratura storiografica
- (DE)  Guglielmo II di Jülich, da Allgemeine Deutsche Biographie